# The Fuse
The Fuse es el octavo álbum de estudio de la banda de punk rock californiana Pennywise. Se publicó en 2005.

## Lista de canciones
1. "Knocked Down" – 2:44
2. "Yell Out" – 2:34
3. "Competition Song" – 2:41
4. "Take a Look Around" – 2:14
5. "Closer" – 3:15
6. "6th Avenue Nightmare" – 2:39
7. "The Kids" – 3:22
8. "Fox TV" – 2:36
9. "Stand Up" – 3:17
10. "Dying" – 2:18
11. "Disconnect" – 2:57
12. "Premeditated Murder" – 2:40
13. "Best I Can" – 2:43
14. "18 Soldiers" – 2:39
15. "Lies" – 4:02
16. "Million Miles" (Bonus Track en Japón) - 3:03

## Personal
- Jim Lindberg - Voz
- Fletcher Dragge - Guitarra
- Randy Bradbury - Bajo
- Byron McMackin - Batería